# Joseph Bonanno
Joseph Charles Bonanno, nascut com a Guiseppe Carlo Bonanno (Castellammare del Golfo, Sicília, Regne d'Itàlia, 18 de gener de 1905 - Tucson, Arizona, Estats Units, 11 de maig de 2002) fou un criminal i cap de la família criminal Bonanno, una de les cinc famílies de la delinqüència organitzada italoamericana més importants de Nova York. Es creu que el seu caràcter i la manera en la que gestionà la seva organització varen servir d'inspiració a Mario Puzo a l'hora de crear el personatge fictici de Vito Corleone.
A causa d'un conflicte pel lideratge de l'organització, Joseph Bonanno va abandonar la seva posició de cap a principis de 1968 i acabà morint per causes naturals l'11 de maig de 2002 a l'edat de 97 anys, convertint-se així en l'últim cap criminal present durant la fundació de la Comissió del crim organitzat. Sota el seu lideratge de més de trenta anys com a cap de la família criminal Bonanno, aquesta va expandir-se més enllà de Brooklyn fins a estats com Califòrnia, Arizona, Wisconsin i ciutats com Mont-real, Canadà.

## Joventut
Nascut el 18 de gener de 1905 a Castellammare del Golfo, Sicília, Giuseppe Bonnano fou l'únic fill de Salvatore Bonanno i Catherine Bonventre. Al 1908 la família decideix traslladar-se als Estats Units d'Amèrica, concretament a North Fifth Street amb Roebling, al barri de Williamsburg, Brooklyn. Una de les principals raons que provocà que la família abandonés Itàlia fou la constant persecució policial que patia Salvatore Bonanno, un conegut home d'honor a Castellammere del Golfo i cap del clan criminal Bonanno. El 1912 l'acusació contra Bonanno va retirar-se i la família decidí tornar a Sicília per, en part, gestionar una sèrie de conflictes entre els dos clans principals de Castellammare; els Bonanno i els Buccellato. Salvatore Bonanno fou cridat a files de l'exèrcit italià el 1915, a raó de la Primera Guerra Mundial. Ell i el regiment d'artilleria on servia foren destinats a la frontera d'Itàlia amb Àustria. Després de quedar greument ferit en un combat i de ser enviat a casa per tal de recuperar-se, Salvatore Bonanno mor a principis de 1916. Poc després de la mort de Salvatore, la guerra pel control territorial entre els dos clans criminals s'intensificà fins al punt que els Bonanno van assassinar a Felice Buccellato, cap del clan criminal Buccellato. El 1921 i després de patir fortes depressions, mor Catherine Bonventre, mare de Giuseppe Bonanno. És després d'aquest episodi i a l'edat de 16 anys que Giuseppe Magaddino, germà de l'àvia materna de Bonnano, decideix exercir de tutor legal i endur-se'l a viure a la finca de la família Bonventre. Fou durant aquesta temporada quan, envoltat per Stefano i Giuseppe Magaddino, caps del clan Bonanno, Giuseppe Bonanno s'endinsa en la tradició mafiosa siciliana.
A l'edat de 17 anys, Bonanno decideix traslladar-se a la ciutat siciliana de Trapani per cursar estudis preuniversitàris a una escola nàutica. Un any després és acceptat ai Istituto Tecnico Nautico Gioeni-Trabia de Palerm. El 1925 Benito Mussolini va nomenar a Cesare Mori prefecte especial de Sicília i li va encomanar la tasca d'acabar amb el que Il Duce anomenava "elements reaccionaris". Això va traduir-se amb la persecució de molts mafiosos, que foren empresonats i torturats mentre molts altres van fugir del país, principalment als Estats Units. Durant aquest període, a estudiants com Giuseppe Bonanno se'ls exigia sumar-se al Partit Nacional Feixista a més de vestir una camisa negre en senyal de suport al dictador. La constant negativa de Bonanno a fer cap de les dues coses li va comportar l'expulsió de la universitat.

### Migració als Estats Units
Degut a la gran dificultat a l'hora d'obtenir un visat per instal·lar-se als Estats Units, Giuseppe Bonanno i un cosí seu, Peter Magaddino, decideixen viatjar cap a Le Havre, França i allà embarcar a bord del vaixell Liberté amb destinació a l'Havana, Cuba. Ambdós foren transportats a bord d'un vaixell de pesca des de Cuba fins a la ciutat de Tampa, Florida, d'on prengueren un tren cap a Jacksonville amb la intenció d'arribar a Nova York. Un cop allà, agents d'immigració els detenen a la sortida de l'estació i els envien a un centre de detenció. Gràcies a la trucada telefònica que Bonanno va poder fer des del centre a Peter Bonventre, un tiet seu per part de mare afincat a Brooklyn, algú va dipositar els mil dòlars que les autoritats demanaven per cadascun dels dos joves i, tres dies després, foren posats en llibertat. Després de viure durant uns mesos a una casa que Peter Bonventre tenia al 4009 de Church Avenue, Giuseppe Bonanno s'instal·la al mateix barri de Williamsburg on havia viscut anys enrere, un indret caracteritzat per tenir una forta presència d'immigrants sicilians.
El 1925 li sorgeix la primera oportunitat d'involucrar-se en la delinqüència organitzada. Gaspar DiGregorio i Giovanni Romano, dos italians afincats a Williamsburg que dirigien una destil·leria clandestina, li ofereixen participar-hi. Els mesos següents, Bonanno es dedica a la fabricació i venda il·lícita de whisky fins que un accident i incendi a la destil·leria acaba amb la vida de Giovanni Romano. L'accident provoca que Bonanno abandoni el negoci de la producció d'alcohol clandestí per treballar com a repartidor al forn de Vito Bonventre, un tiet de Bonanno afincat a Brooklyn.
Segons el mateix Bonanno, a finals de 1925 Salvatore Maranzano emigrà d'Itàlia cap als Estats Units i creà diversos negocis legals i il·legals a Pennsylvania i Nova York. Un d'aquests negocis fou una xarxa de destil·leries clandestines que foren supervisades per Bonanno. No és fins uns mesos després de treballar per a Maranzano que Joseph Bonanno és oficialment introduït i acceptat com a membre del clan criminal Castellammarese. És durant aquest període que Bonanno coneix a Fay Labruzzo, filla d'immigrants italians orginàris de Camporeale, Sicília, i la dona que acabà convertint-se en la seva esposa. Sota la direcció de Maranzano, Bonanno és converteix en un dels homes de confiança del clan a més del supervisor en cap de les operacions de transport de licor clandestí.

### La Guerra de Castellammare (1930 - 1931)
La Guerra de Castellammare fou un enfrontament armat entre Giuseppe Masseria, cap de la família criminal Masseria de East Harlem i el clan de Castellammare de Brooklyn. Degut al passat de Maranzano com a cap criminal a Itàlia, aquest va moure's ràpidament i amb certa facilitat dins la jerarquia criminal del clan de Castellammare fins a assolir la posició de sotscap.
Les tensions provocades pel control del negoci del licor clandestí, el desig de poder absolut de Masseria i la negativa del clan de Castellammare de sotmetre's a les seves demandes van desembocar amb l'assassinat, el febrer de 1930, de Gaspar Milazzo, cap criminal de Detroit, originari de Castellammare del Golfo i proper a Maranzano. L'assassinat de Milazzo fou el detonant de les hostilitats entre ambdós grups però el líder del clan de Castellammare, Nicolo "Cola" Schiro, va accedir a les demandes de Masseria que, per tal de consolidar la seva posició de cap de tots els caps, li demanà un pagament de deu mil dòlars i que abandonés el lideratge de l'organització. Schiro va acabar abandonant els Estats Units per tornar a la seva Sicília natal. Fou llavors quan Salvatore Maranzano va prendre el control de l'organització. És després del seu ascens com a cap que s'inicien les hostilitats entre ambdós bàndols.
El 15 de juliol de 1930 Vito Bonventre, tiet de Joseph Bonanno i un dels finançadors més destacats del clan de Castellammare, és assassinat a trets a la porta de casa seva.
Gaetano "Tom" Reina, cap de la família criminal Reina del Bronx, es posicionà a favor del clan de Castellammare i poc temps després, el 26 de febrer de 1930 i a la sortida d'un edifici d'apartaments, Vito Genovese acaba amb la seva vida. Després de l'assassinat de Tom Reina, Masseria instal·la a Joseph Pinzolo com a cap de la família criminal Reina. Pinzolo, tot i haver estat un individu de confiança de Reina, fou proper a Masseria fins al 5 de setembre de 1930 quan és assassinat a la seva oficina de Broadway, Manhattan.
El 15 d'agost de 1930 Giuseppe Morello, mà dreta de Masseria i fundador d'una de les primeres organitzacions de tipus mafiós als Estats Units, és assassinat a trets a la seva oficina a 352 East 116 Street de East Harlem. Tot i pertànyer a l'organització de Masseria, Charles Luciano va defensar que foren ell i Albert Anastasia els qui, a través de Frank Scalise i el mateix Anastasia, mataren Morello. D'altra banda, Joseph Bonanno i Joe Valachi van defensar que qui va matar Morello fou Sebastiano Domingo, un assassí a sou de Chicago contractat per Maranzano. És després de les morts de Morello primer i Pinzolo segon quan Masseria col·loca a Manfredi Mineo com el seu conseller i mà dreta a més de limitar tots els seus desplaçaments. Segons els relats de Luciano i Bonanno durant aquest període, els membres d'ambdós bàndols gairebé no es deixaven veure pels carrers de Nova York i sovint feien vida en cases segures, mentre uns dormien altres vigilaven.
El 23 d'octubre de 1930 Joseph Aiello, cap criminal de Chicago, enemic de Al Capone i proper a Maranzano, és assassinat a ordres de Masseria mentre que el 5 de novembre d'aquell mateix any, un dels assassins de Aiello, cap de la família criminal Mineo de Brookyln i mà dreta de Masseria, Manfredi Mineo, és abatut a trets juntament amb Stefano Ferrigno a la sortida d'un edifici d'apartaments al Bronx.
Tot i produir-se morts en ambdós bàndols, l'organització de Masseria fou la que va patir més baixes. Es calcula que a principis de 1931 el bàndol de Masseria havia patit entre 40 i 60 baixes.
No fou fins al 15 d'abril de 1931 quan un soldat de la família criminal Masseria va acabar amb la vida del seu cap, Joe Masseria, i també amb la Guerra de Castellammare. Havent-se reunit prèviament amb Salvatore Maranzano, Charles "Lucky" Luciano va convidar a dinar a Masseria al restaurant italià Villa Nuova Tammaro de Coney Island. Després de prendre cafè i mentre ambdós jugaven una partida de cartes, Luciano va excusar-se per anar al servei, fou en aquell moment que quatre homes van entrar al restaurant, disparant indiscriminadament i causant-li la mort.

## Família criminal Bonanno
Sense Masseria, Salvatore Maranzano s'erigí com a cap suprem de la Cosa Nostra italoamericana, un graó que es coneix com a "cap de tots els caps" o Capo di Tutti Capi. En un acte vist com a símbol de la seva arrogància per a Luciano i companyia, Maranzano va organitzar un banquet a l'hotel Grand Concourse, situat al barri del Bronx, on es creu que prop de cinc-cents mafiosos van ser-hi convidats i on Maranzano s'autoproclamà "cap de tots els caps". Segons el mateix Luciano, tal fou l'arrogància de Maranzano que va fer instal·lar una espècie de tron reial al cap de la llarga taula que ell mateix presidia i va fer seure els seus deixebles al seu costat. El nou cap va voler crear una organització d'estructura piramidal, on els diferents caps de cada grup criminal eren independents dins les respectives organitzacions però que, a la pràctica responien davant d'ell. En la cerimònia Maranzano va reconèixer els nous líders de les cinc famílies criminals amb Luciano com a cap de la família criminal Masseria, Tommy Gagliano com a cap de la família criminal Reina, Joe Profaci com a cap de la família criminal Profaci, Frank Scalise com a cap de la família criminal Mineo i el mateix Maranzano com a cap de l'antiga família criminal Schiro.
La manera com Maranzano va prendre possessió del nou càrrec va agradar tan poc a alguns dels mafiosos de l'època que pocs dies després del banquet al Concourse Plaza, Charles Luciano i Meyer Lansky van reunir-se d'urgència a Pittsburgh i Cleveland amb caps criminals d'importància com Salvatore Calderone (Pennsilvània), John Scalise, Moe Dalitz i Fankie Milano (Ohio), Santo Trafficante (Florida) i un representant de Chicago enviat per Al Capone. L'objectiu de la visita que Luciano i Meyer Lansky van fer a tots aquests individus a principis dels anys trenta era el d'aconseguir suport necessari per acabar amb la vida de Maranzano. Per fortuna de Luciano i companyia, Maranzano coneixia la trobada però no el que s'hi va discutir. Tot i això, les sospites de Maranzano a ser traït no van fer més que créixer i el van portar a fer una llista amb els noms d'aquells individus que veia com a perillosos i que calia eliminar. Els noms de la llista foren els de Vito Genovese, Frank Costello, Joe Adonis, Dutch Schultz i Charles Luciano.
Finalment, el 10 de setembre de 1931 i tan sols quatre mesos després de la mort de Masseria, diversos individus que van identificar-se com agents de la Internal Revenue Service (IRS), van entrar a l'oficina que Salvatore Maranzano tenia a la luxosa avinguda de Park Avenue, just damunt de la Grand Central Station, i van assassinar-lo a ganivetades i trets. L'ordre d'acabar amb vida de Maranzano la va donar Charles Luciano que gràcies a Harry Rosen, un mafiós de Filadèlfia, va assabentar-se que Maranzano havia contractat els seveis de Vincent "Mad Dog" Coll, un assassí a sou d'origen irlandès, per acabar amb la seva vida.
L'octubre de 1931 Luciano reorganitza l'anomenada Cosa Nostra nord-americana i el mes següent convoca la primera reunió de la Comissió, un espai que estructurava la delinqüència organitzada tal com si es tractés d'una empresa privada i que tenia per objectiu mantenir la pau entre les diferents famílies criminals. Cada família criminal tindria plena autonomia dins el seu territori i cada cap tindria un seient permanent dins la Comissió i un vot. Aquest era un òrgan que podia ser reunit de forma ordinària (cada cinc anys) o bé d'urgència i era l'espai on els caps criminals podien discutir i debatre possibles desavinences entre famílies, expressar les seves inquietuds, preocupacions i/o preguntes. Val a dir que, mentre la Comissió era un òrgan que agrupava les diferents famílies criminals, aquesta no tenia cap poder a l'hora de gestionar-les sinó que era el cap criminal corresponent qui tenia autoritat única i suprema dins la seva família. És durant la celebració d'aquesta primera reunió de la Comissió on es reconeixen els caps i les respectives famílies criminals que la formen: Charles Luciano (família Genovese), Joseph Bonanno (família Bonanno), Joe Profaci (família Colombo), Vincent Mangano (família Gambino) i Tommy Gagliano (família Lucchese), amb la incorporació del cap de Chicago, Al Capone i de Stefano Magaddino, cap de la família criminal de Buffalo, també coneguda com a família Magaddino. Al Capone no va ocupar la seva posició dins la Comissió durant gaire temps ja que el 18 d'octubre de 1931 fou condemnat per evasió d'impostos i substituït per Paul Ricca.
Es creu que en els seus orígens, algunes de les activitats criminals en les que l'organització va involucrar-se tenien a veure amb el negoci del joc, correduria d'apostes i el préstec de diners. Segons la biografia del mateix Bonanno, la família criminal que ell dirigia es regia pels valors tradicionals sicilians que prohibien involucrar-se en negocis relacionats amb la prostitució i narcòtics. Tot i les seves directrius, diversos membres de la seva organització com Carmine Galante estaven involucrats en aquest tipus de negocis. La família criminal Bonanno, juntament amb les de Vincent Mangano, Joe Profaci i Stefano Magaddino formaven la branca conservadora de la Comissió i eren les úniques organitzacions on tots els membres eren italians d'origen sicilià. Originàriament, Bonanno va escollir a Francesco Garofalo (Don Ciccio) com a sotscap i a Giovanni "John" Tartamella com a conseller. Sota la direcció de Joseph Bonanno, tan ell com la seva família criminal van aconseguir passar desapercebuts davant una premsa, jutges, fiscals i polítics que se centraven en altres individus més cridaners com foren Charles "Lucky" Luciano, Alphonse Capone o Vito Genovese. Durant gairebé trenta anys, ni la premsa ni les autoritats federals nord-americanes sabien quines eren les activitats de Bonanno. El territori original d'influència i activitats de l'organització fou Brooklyn, Nova York, però durant el lideratge de Bonanno aquesta va expandir-se fins a altres estats com Califòrnia, Arizona i Wisconsin a més d'algunes ciutats del Canadà.
Tot i que en la seva autobiografia Bonanno descriu una visita que va fer a la seva Itàlia natal el 1957, parant primer uns dies a Roma per després visitar Palerm, com una visita per trobar-se amb velles amistats i recordar èpoques passades, es creu que durant la seva estada a Itàlia fou un dels participants en una suposada reunió entre mafiosos al Grand Hotel et des Palmes de Palerm, l'octubre de 1957. Es creu que el motiu de la seva presència a l'illa fou el de liderar una comitiva de mafiosos nord-americans que tenien com a objectiu negociar amb els seus homòlegs sicilians la creació d'una xarxa de tràfic d'heroïna de Sicília cap als Estats Units. Anys després un col·laborador de la justícia anomenat Tommaso Buscetta va defensar que mentre si hi va haver alguna reunió entre criminals, mai hi va haver una cimera que reunís els caps criminals dels Estats Units i Sicília. Tal com va passar amb altres criminals com Luciano un cop a Itàlia, a Bonanno, tot i haver estat investigat per les autoritats federals nord-americanes i italianes, mai se'l va acusar formalment de cap delicte relacionat amb narcòtics.
A principis dels anys cinquanta Bonanno va aconseguir establir el que es conegué com a Pax Bonanno, un pacte de no-agressió entre els caps Lucchese i Genovese amb Albert Anastasia, qui es creu que estava darrere la desaparició de Vincent Mangano (cap de la família criminal Gambino). Les creixents sospites que ambdós Vito Genovese i Tommy Lucchese volien acabar amb Anastasia van tensar la relació fins a la intervenció de Bonanno. Tot i l'intent d'establir la pau, els rivals d'Anastasia van aprofitar quan Bonanno es trobava de viatge a Itàlia per assassinar-lo el 25 d'octubre de 1957 a la barberia de l'hotel Park Sheraton de Manhattan.

### Conferència a Apalachin
La conferència a Apalachin el 14 de novembre de 1957 fou una reunió de la Comissió que tenia per objectiu consolidar la posició de caps criminals com Carlo Gambino, substituint el difunt Anastasia com a cap de la família criminal Gambino, i Vito Genovese, en substitució de Frank Costello com a cap de la família criminal Genovese. Joseph Bonanno mostrà el seu desacord amb la trobada i va enviar-hi el sotscap Johnny Morales i el capità Gaspar DiGregorio, dos dels seus homes de confiança, com a representats de l'organització. L'anterior reunió de la Comissió de 1956 fou presidida per Bonanno i va celebrar-se a la mateixa finca de Joseph Barbara a Apalachin. La creixent dificultat de Barbara per corrompre els agents de policia de la població d'Apalachin i la descuidada organització de la trobada per part d'individus com Vito Genovese o Stefano Magaddino, amb grans caravanes de luxosos cotxes negres circulant per un poble petit, no van fer més que aixecar sospites en les autoritats.
Aquest fet va provocar que la policia instal·lés controls a les carreteres i camins propers a la finca amb l'objectiu d'identificar els participants de la trobada. La identificació de coneguts membres de la delinqüència organitzada va acabar amb la detenció de 58 individus i la trobada de mafiosos va rebre un important ressò mediàtic ja que per primera vegada es va poder demostrar l'existència d'una associació de criminals als Estats Units. Alguns dels identificats per la policia i els mitjans de comunicació foren importants caps criminals com Vito Genovese, Carlo Gambino, Joe Profaci o Joe Magliocco mentre que altres com Tommy Lucchese van poder escapar corrents pels boscos que rodejaven la finca.
Tot i que Bonanno no va assistir a la reunió, el seu nom va aparèixer als mitjans ja que la policia va trobar el seu carnet de conduir mentre registrava a Gaspar DiGregorio. Per primera vegada el nom de Joseph Bonanno fou relacionat amb la delinqüència organitzada, provocant que Bonanno hagués de prendre precaucions per no ser escoltat o seguit per les autoritats federals ni pels mitjans de comunicació. Bonanno passava mes temps a Tucson que a Nova York però al tractar-se d'un assumpte federal, agents de l'FBI el detenen a Tucson. Després de dipositar la fiança de 75.000 dòlars, Bonanno quedà en llibertat a espera de judici. Pocs dies després fou citat a declarar en una comissió d'investigació estatal a Nova York i un any després, el 1959, fou acusat d'un càrrec de conspiració per obstruir la justícia. Finalment l'acusació no prosperà per falta de proves.

### Testimoni de Joseph M. Valachi
L'octubre de 1963 un soldat de la família criminal Genovese anomenat Joseph Valachi es convertí en el primer membre de la Cosa Nostra italoamericana que trencà l'anomenada llei del silènci o omertà, al parlar obertament sobre l'existència de les cinc famílies criminals davant el Comitè McClellan del Senat que investigava la delinqüència organitzada als Estats Units. Segons el testimoni de Valachi, Joseph Bonanno era el cap criminal d'una de les cinc famílies de Nova York a més de ser qui, el 1930, havia oficiat el seu ritual d'iniciació a la Cosa Nostra. Les acusacions de Valachi i la campanya contra la delinqüència organitzada liderada per Robert F. Kennedy provocaren que Bonanno s'hagués de distanciar de la ciutat de Nova York a més de delegar diverses de les seves responsabilitats com a cap criminal. Fou després del testimoni de Valachi i del distanciament de Joseph Bonanno amb la Cosa Nostra que el seu fill gran, Salvatore Bonanno, pregué un rol important dins la família criminal com a mà dreta del consigliere John Tartamella.

### Disputa interna (1964 - 1969)
Durant el 1963 la Comissió s'assabentà de l'existència d'un pla de Magliocco que amb l'ajuda de Bonanno pretenia acabar amb la vida de Carlo Gambino, Tommy Luchesse i Stefano Magaddino. Un cop conegut el suposat pla, la Comissió va demanar explicacions a Bonanno ja que Magliocco morí poc després per causes naturals.
El febrer de 1964 i degut al pobre estat de salut de Tartamella, Bill Bonanno fou escollit com a nou conseller de l'organització. Aquest fet comportà un fort malestar tan dins com fora de la família ja que alguns membres consideraven que Salvatore Bonanno era un individu sense experiència i que havia assolit una posició tan elevada només per ser el fill del cap de la família. Es creu que Stefano Magaddino, cap criminal de Buffalo, va escampar el rumor que Joe Bonanno volia acabar posant el seu fill com a cap de l'organització. Aquest rumor va provocar que Gaspar DiGregorio, un dels capitans amb més antiguitat de la família criminal Bonanno, iniciés una revolta dins l'organització i aconseguís dividir la família entre els partidaris de Joseph Bonanno i els de DiGregorio. Mentre la divisió de l'organització fou batejada per la premsa com a Banana Split, l'enfrontament entre ambdues faccions fou conegut com a Banana War.
Segons el mateix Bonanno, a mitjans de 1964 la seva relació amb certs caps criminals i amb la Comissió era nul·la. De fet, Bonanno ignorà diverses citacions de la Comissió, qui volia conèixer les seves intencions amb el nomenament del seu fill Bill com a número 3 de l'organització. Al témer que les citacions podien ser una trampa, Bonanno les evità. A finals de 1964 Stefano Magaddino intentà col·locar sense èxit a DiGregorio com a cap de la família criminal Bonanno. Tot i l'intent fallit, la Comissió, a esquenes de Bonanno i de forma extraoficial, va reconèixer a DiGregorio com a representant de l'organització.
El 21 d'octubre de 1964 Joseph Bonanno desapareix i no tornà a ser vist fins al 17 de maig de 1966.
Les primeres hostilitats entre les dues faccions de la família van materialitzar-se el 21 d'octubre de 1964 quan Carlo Simari, un soldat de la facció de Bonanno és assassinat a trets a la porta de casa seva a Brooklyn. Tres mesos després, el 10 de febrer de 1965, Joseph Badalamonte, soldat de la facció de DiGregorio, mor titotejat a Bay Ridge, Brooklyn. El 28 de gener de 1966 Bill Bonanno pateix un intent d'assassinat. Amb l'excusa de reunificar la família, Gaspar DiGregorio cità a Bill Bonanno, Frank Labruzzo i Joe Notaro a una casa de Troutman Street, Brooklyn. Mentre es dirigien a peu cap al lloc acordat foren sorpresos a trets però aconseguiren escapar il·lesos. El 10 de novembre de 1967 al restaurant italià Cypress Gardens ubicat al 205 de Cypress Avenue, Queens, Thomas DiAngelo, Jimmy DiAngelo i Frank Telleri són assassinats a trets. Tots tres s'havien passat al bàndol de DiGregorio.
A principis de 1968 i abans d'abandonar Nova York, Bonanno abandona el lideratge de l'organització i nomena un comitè de tres individus amb funcions de cap criminal fins que s'esculli el nou líder. Pel que fa la facció de DiGregorio, aquest patí un atac de cor poc temps després de l'intent d'assassinat de Bill Bonanno i fou substituit per Paul Sciacca.
El 22 de juliol de 1968 es produí un atemptat a la casa de Joseph Bonanno a Tucson quan diversos individus llençaren dos cartutxos de dinamita contra la casa, ferint a Bill Bonanno. Aquell mateix any, es produïren dos atemptats més a la població de Tucson contra personalitats de la delinqüència organitzada. El 3 de juliol algú va disparar contra la casa de la filla de Sam Giancana, cap criminal de Chicago i el 21 de juliol, un dia abans de l'explosió a casa de Bonanno, la finca de Peter Licavoli, cap criminal de Detroit, va patir un atac amb dinamita.
Les morts i atacs en ambdós bàndols van anar succeint fins al febrer de 1969, quan Thomas Zummo, un soldat de la facció de DiGregorio, mor a trets en un edifici de Queens.

### Desaparició
El vespre del 20 d'octubre de 1964 i mentre passejava per Park Avenue amb el seu advocat William Maloney, Joseph Bonanno fou sorprès per dos homes que l'obligaren a entrar dins un cotxe. En les seves memories, Bonanno va identificar els dos homes com a Antonino i Peter Magaddino, germà i fill de Stefano Magaddino, respectivament. Després de la seva desaparició el dia abans que hagués de comparèixer davant un tribunal, Bonanno va restar desaparegut durant 19 mesos i va reaparèixer el 17 de maig de 1966 a un tribunal de Nova York. Tot i desaparèixer durant 19 mesos, Bonanno va revelar que només va estar retingut pel seu cosí unes 6 setmanes i que després va demanar ser conduit fins a El Paso, Texas i, des d'allà, un home de la seva confiança va portar-lo fins a Tucson, Arizona. Uns dies després decideix traslladar-se a Brooklyn i viure en una sèrie de cases segures de l'organització.
Joseph Bonanno reapareix al tribunal de Foley Square, Manhattan, el 17 de maig de 1966, i s'entrega a la justicia. Un cop detingut, el jutge el deixà lliure a espera de judici després que diposités una fiança de 150.000 dòlars. Mentre la versió de Bonanno sosté els segrestadors i captors eren membres de l'organització de Stefano Magaddino, molts altres van creure que, en realitat, Bonanno havia organitzat el seu propi segrest amb la intenció d'evitar un possible atemptat contra la seva vida a més d'evitar declarar davant un tribunal a Nova York que investigava la delinqüència organitzada i l'havia citat a declarar. Segons el relat de Bonanno, fou retingut a una finca al nord de l'estat de Nova York i el seu cosí Stefano el visitava sovint. Durant aquestes visites ambdós van poder rebaixar la tensió que hi havia tant entre ells com entre les seves respectives organitzacions. Després d'aquest incident, ambdós mai van tornar a veure's.
Un cop posat en llibertat, Bonanno es trasllada a la finca del seu fill Bill a East Meadow, Long Island, acompanyat a tota hora del seu equip de guardaespatlles a més d'estar sota constant vigilància policial.

## Vida personal
Tot i que Bonanno i Fay Labruzzo tenien previst contraure matrimoni a finals de 1929, la Guerra de Castellammare va provocar que l'esdeveniment hagués de ser posposat fins al 15 de novembre de 1931, quan ambdós es casen a la catedral de St. Joseph, Brooklyn. El 5 de novembre de 1932 va néixer Salvatore "Bill" Bonanno, el primer fill del matrimoni. Dos anys després, el 1934, va néixer Catherine Bonanno i el 1945 Joseph Charles Jr., tercer i últim fill del matrimoni. A títol personal, Bonanno era propietari o accionista de diversos negocis legals com la Bonanno & DiPasquale Clothing Co., Coat Co., MorganCoat Co., Anello and Bonanno Funeral Home, Brunswich Laundry i una formatgeria anomenada Grande Cheese Co. ubicada a Fond du Lac, Wisconsin. Poc després de convertir-se en el cap d'una de les cinc famílies criminals de Nova York, Bonanno va fundar un club polític anomenat Abraham Lincoln Independent Political Club a Metropolitan Avenue, Williamsburg, on hi va instal·lar la seva oficina.
El 1938 el matrimoni Bonanno abandona Brooklyn i es trasllada a una casa de Hempstead, Long Island i adquireixen una granja de 280 hectàrees prop de Middletown, Nova York. La primavera de 1941 Bonanno compra una tercera casa a Tucson, Arizona, després que el pediàtra del seu primer fill li recomanés allunyar-lo del fred de Nova York degut a una malaltia infecciosa que Salvatore Bonanno patia a l'orella esquerra.
Joseph Bonanno es converteix en ciutadà nord-americà el 1945.
El 1954 Bonanno és enviat a judici acusat de mentir en la seva sol·licitud de convertir-se en ciutadà nord-americà. En aquest cas, el govern defensava que Bonanno va mentir quan va marcar la casella de que mai havia estat condemnat per cap delicte. El 1945 fou investigat després que dues empreses tèxtils de Brookyln en les que era un dels socis violessin dues vegades la llei federal de sous i hores (Wage and Hour Law). El cas fou desestimat ja que qui fou condemnat i obligat a pagar la multa de 450 dòlars foren les dues empreses i no pas Bonanno com a individu.
El 1951 Bonanno pateix un atac de cor mentre sortia del teatre Rialto de Tucson i és ingressat durant un mes a l'hospital St. Mary's.
El 18 d'agost de 1956 Salvatore "Bill" Bonanno contrau matrimoni amb Rosalie Profaci, neboda de Joseph Profaci, fundador i cap de la família criminal Colombo. El matrimoni va esdevenir un nexe molt important per solidificar la relació entre les dues organitzacions criminals.
Durant la investigació judicial de la conferència d'Apalachin, Bonanno pateix un segon atac de cor el 1959 que el priva d'assistir a judici.
La primavera de 1964 el matrimoni Bonanno fa un viatge a Mont-real, Canadà, amb la intensió d'invertir en una empresa de formatges anomenada Saputo Cheese Company. Els advocats de Bonanno sol·liciten una targeta d'immigració especial a les autoritats canadenques i, un cop respos el formulari, el govern canadenc acusa a Bonanno de mentir al marcar la casella de que no tenia antecedents penals. Després de refusar a ser expulsat del país, un tribunal li denega la possibilitat de fiança i per primer cop a la seva vida ingressa en un centre penitenciari. Després que els seus advocats presentessin l'escrit d'absolució del delicte pel que Bonanno havia estat jutjat anys abans, les autoritats canadenques l'alliberen amb la condició que abandoni el país de forma voluntària.
El febrer de 1968 Bonanno estava en procés de retirar-se com a cap criminal i a espera de judici després que fou acusat de no aparèixer de forma voluntària davant d'un tribunal de Manhattan a raó de la seva desaparició. És en aquest període quan pateix un tercer atac de cor i és ingressat a l'hospital St. Joseph's a Tucson.
El desembre de 1975 l'FBI inicia una investigació per tal d'esbrinar la relació de Bonanno amb dues empreses on dos dels seus tres fills treballaven. Un dels mecanismes que la policia va fer servir a l'hora de buscar evidències fou el de rebuscar entre les seves deixalles amb la intenció de trobar documents que el poguessin comprometre. Els pocs resultats de la investigació provoquen que les autoritats federals intervinguin el telèfon de casa seva. Concretament, l'FBI rep l'autorització per escoltar les comunicacions de Bonanno del 6 d'octubre fins al 31 d'octubre de 1978. Finalment, autoritats federals i estatals obtenen una ordre judicial per registrar la casa de Bonanno a Tucson. El registre s'efectuà el 17 de març de 1979. A finals d'abril de 1980 Bonanno és dut a judici a San José, Califòrnia, acusat de conspiració per intentar obstruir la justicia. El judici acaba el juliol de 1980 i el 2 de setembre d'aquell mateix any Bonanno és trobat culpable d'un delicte de conspiració per intentar obstruir la justicia i el jutge el condemna a 5 anys de presó i multa de 10.000 dòlars. Després que els seus advocats presentin una apel·lació, Bonanno resta en llibertat sota una finaça de 75.000 dòlars.
4 dies després del veredicte, el 6 de setembre de 1980, mor Fay Labruzzo a l'edat de 75 anys.
Un mes després, l'octubre de 1980, és ingressat a l'hospital St. Mary's de Tucson. Un cop analitzat pels metges a Bonanno se li troba un tumor a la bufeta i és operat d'urgència. Degut al seu delicat estat de salut el jutge li rebaixa la pena de 5 anys a 1 any, i n'acaba complint 8 mesos a la presó federal de Lexington, Kentucky. El juliol de 1984 aconsegueix la llibertat condicional.
Un any després, el 1985, és enviat a presó per negar-se a declarar en un judici contra diversos caps criminals de Nova York i compleix una condemna de 14 mesos, quedant en llibertat el novembre de 1986. En aquest cas Bonanno fou primer enviat a la presó federal de Tucson i poc després traslladat a un centre penitenciari mèdic a Springfield, Missouri.

### Mort
L'11 de maig de 2002 i a l'edat de 97 anys Joseph Bonanno mor per causes naturals a l'hospital St. Mary's de Tucson i és enterrat el 20 de maig d'aquell mateix any a la cripta central del cementiri Holy Hope de Tucson, Arizona.

## Llibres
- Bonanno, Joseph. (1984): A Man of Honor. Cutchogue, NY: Buccaneer Books. ISBN 978-0671467470
- Talese, Gay. (1971): Honor Thy Father. Nova York, NY: Harper Perennial. ISBN 978-0-06-187200-6